# Andries de Koning
Andries (Dries) de Koning (Hoedekenskerke, 23 juli 1917 - Amsterdam, 31 maart 1945) was een Nederlandse verzetsstrijder die werd geëxecuteerd door de Duitse bezetters in Amsterdam.

## Biografie
De Koning werd geboren in Hoedekenskerke als zoon van Adriaan de Koning en Cornelia Driedijk. In 1942 werd hij als gedemobiliseerd soldaat gesommeerd om zich in Amersfoort te melden voor vrijwillige krijgsgevangenschap. Om aan dit lot te ontsnappen, kreeg hij onderdak van zijn oom Geert, een winkelier in snoepwaren in Amsterdam.  Om voedsel te halen voor onderduikers bezocht Geert regelmatig Kwadendamme. Hierdoor raakte ook Andries al snel bij het verzet betrokken. De Koning was betrokken bij overvallen op distributiekantoren, het opgraven en vernielen van telefoon- en telegraafkabels, het ontvreemden van telefoondraad, het verwijderen van springstof uit een dijklichaam in de Fordhaven en het vervoer van wapens.
Als lid van een Knokploeg (KP) waren zowel Dries als zijn oom Geert in het bezit van vuurwapens. Echter, op 6 maart 1945 werden ze gearresteerd nadat door de Sicherheitspolizei een munitiedepot was ontdekt bij pastoor F.L. Esser O.E.S.A. – van de Augustinuskerk aan de Postjesweg in Amsterdam. Andries en zijn oom werden vervolgens overgebracht naar de gevangenis aan de Weteringschans in Amsterdam. Kort daarna, op 31 maart 1945 werd Andries samen met 4 andere medegevangenen gedood op Fusilladeplaats Rozenoord, waarop later Monument Rozenoord werd geplaatst. 
De fusillade was een vergeldingsactie  voor een aanval op 21 maart 1945 waarbij werden enkele mannen van de Grenzaufsichtstelle ter hoogte van Stompetoren door Knokploeg-Ursem werden beschoten. Zij vervoerden op dat moment een groep arrestanten met paard-en-wagen naar het Huis van Bewaring in Alkmaar. De mannen waren opgepakt vanwege het illegaal omzagen van enkele bomen en konden door de aanval ontkomen. In Kwadendamme is er een oorlogsmonument aan de Koning gewijd. Ook werd de dorpsstraat naar hem vernoemd (A. de Koningstraat). Andries is begraven op Eerebegraafplaats Bloemendaal te Overveen.